# 江曜綸
江曜綸（英語：Jiang Yao Lun，1985年6月2日—），馬來西亞華裔男藝人，出生於馬來西亞砂拉越詩巫，2018年出道，曾演出舞台劇《來演一齣戲》，2019年接演《位！你在等我嗎？》男主角，2020年 三立VIDOL網路劇《位 ! 你在等我嗎?》男主角，2021 年《靈魂擺渡南洋傳說》單元劇男主角，2021年 《我想和爸爸說話》微電影男主角，2021年《感恩有你》男主角。

## 經歷
27歲時，被總公司派到台灣公司支援策劃一場盛大活動，活動結束後就被駐點在台發展事業，一路拚到高階主管，追到了職場上的100分。因為擁有高階主管的工作背景，在《位！你在等我嗎？》的戲劇選角中被選上，開始自己演藝事業。

## 作品

### 網路劇
| 年份       | 影音平台                  | 劇名               | 角色                                           | 性质       |
| 2020年     | Vidol影音平台、三立都會台 | 位！你在等我嗎？   | 路以飛                                         | 第一男主角 |
| 2021年8月  | 愛奇藝                    | 靈魂擺渡之南洋傳說 | 第一世書生；第二世潮劇小生；第三世盲人街頭藝人 | 單元男主角 |
| 2021年12月 | 微電影                    | 我想和爸爸說話     | Nick                                           | 單元男主角 |

### 活動廣告及微電影
| 年份   | 劇名                                  | 角色   | 備註   |
| 2020年 | ABOVE Selection 任性美肌品牌-任性愛你 | 江可德 | 男主角 |